# Enrique Ortega
Enrique Ortega (Campinas 17 de novembro de 1973) é um artista marcial brasileiro, e Sifu no estilo Choy Lay Fut pelo Mestre Tat-Mau Wong. Mestre em Atividade Física Adaptada, Bacharel em Treinamento Esportivo e licenciado em Educação Física pela Faculdade de Educação Física - FEF UNICAMP.

## Histórico
- Graduado Sifu no estilo Choy Lay Fut pelo Mestre Tat Mau Wong.[1]
- Graduado Faixa Preta 1º Grau no estilo Louva-a-deus.
- Aluno do Mestre Nereu Graballos de Nei Jia (estilos internos); Bei Shaolin e Sanda.
- Aluno do Prof. Marcelo Antunes - Shuaijiao.
- Diretor do Departamento de Kungfu Tradicional da Confederação Brasileira de Kungfu/Wushu.[2]

## Técnico/auxiliar
- 7th Panamerican Wushu Championships 2006, Toronto, Canadá.
- 2nd Southamerican Wushu Championships 2007, SP, Brasil.
- Disney Martial Arts Festival 2007, Orlando, EUA.
- 9th World Wushu Championships 2007, Pequim, China.
- Wushu Tournament Beijing 2008, Pequim, China.
- 10th World Wushu Championships 2009, Toronto, Canadá.[3]

## Chefe de Delegação
- 4th World Traditional Wushu Festival 2010, Shiyan, China.
- Professor em Sanshou – CBKW.
- Curso arbitragem Wushu Tradicional – CBKW.
- Curso arbitragem Sanshou – CBKW.
- Participação em arbitragem a nível nacional e internacional.
- Ministra aulas, cursos, palestras e workshops.[4]

## Principais Títulos
- Campeão Mundial em Kuoshu (até 70 kg) no 7th World Kuoshu Championships, Taipei, Taiwan (1996).
- Campeão em Semi Contato (até 70 kg) no International Chinese Martial Arts Championships 1997, San Francisco, EUA.
- Bicampeão Brasileiro em Kuoshu até 70 kg (1994, 1996).
- Tetracampeão Paulista em Kuoshu até 70 kg (1994, 1995, 1996, 2001).
- 5º Lugar em Sanshou no 5º International Martial Arts World Cup Championship, Barcelona, Espanha (1995).
- Vice-Campeão em Semi Contato (peso leve) no International Chinese Martial Arts Championships 1993, San Francisco, EUA.[5]

## Homenagem
Câmara Municipal de Campinas - Diploma de mérito esportivo (2008).